# Zeeland (Dakota del Nord)
Zeeland è un comune (city) degli Stati Uniti d'America della contea di McIntosh nello Stato del Dakota del Nord. La popolazione era di 86 abitanti al censimento del 2010.

## Geografia fisica
Zeeland è situata a 45°58′18″N 99°49′52″W (45.971732, -99.831187).
Secondo lo United States Census Bureau, la città ha una superficie totale di 0,77 km², dei quali 0,77 km² di territorio e 0 km² di acque interne (0% del totale).

## Storia
Zeeland venne fondata nel 1902 da coloni olandesi. Deve il suo nome alla provincia olandese della Zelanda (Zeeland in inglese).
I tedeschi provenienti dalla Russia emigrarono nel 1905 da Odessa, Ucraina, e costruirono la prima chiesa cattolica del Dakota del Nord per i tedeschi dalla Russia.

## Società

### Evoluzione demografica
Secondo il censimento del 2010, la popolazione era di 86 abitanti.

### Etnie e minoranze straniere
Secondo il censimento del 2010, la composizione etnica della città era formata dal 98,84% di bianchi, lo 0% di afroamericani, l'1,16% di nativi americani, lo 0% di asiatici, lo 0% di oceanici, lo 0% di altre razze, e lo 0% di due o più etnie. Ispanici o latinos di qualunque razza erano l'1,16% della popolazione.